# Selección de fútbol del Pueblo Arameo
La Selección de fútbol del Pueblo Arameo es un equipo de fútbol que representa a los habitantes de dicho pueblo. No está reconocida oficialmente por la FIFA, pero  está afiliada a ConIFA.

## Partidos
| Fecha      | Competición                              |               | Rival          | Marcador       |
| ---------- | ---------------------------------------- | ------------- | -------------- | -------------- |
| 13-07-2008 | Copa Mundial VIVA 2008                   | Pueblo Arameo | Padania        | 0–2            |
| 12-07-2008 | Copa Mundial VIVA 2008                   | Pueblo Arameo | Padania        | 1–4            |
| 11-07-2008 | Copa Mundial VIVA 2008                   | Pueblo Arameo | Kurdistán      | 0–0            |
| 10-07-2008 | Copa Mundial VIVA 2008                   | Pueblo Arameo | Provenza       | 5–0            |
| 09-07-2008 | Copa Mundial VIVA 2008                   | Pueblo Arameo | Laponia        | 1–0            |
| 01-06-2014 | Copa Mundial de Fútbol de ConIFA de 2014 | Pueblo Arameo | Kurdistán      | 2-1            |
| 02-06-2014 | Copa Mundial de Fútbol de ConIFA de 2014 | Pueblo Arameo | Tamil Eelam    | 2-0            |
| 04-06-2014 | Copa Mundial de Fútbol de ConIFA de 2014 | Pueblo Arameo | Occitania      | 0-0 (pen. 7-6) |
| 06-06-2014 | Copa Mundial de Fútbol de ConIFA de 2014 | Pueblo Arameo | Ellan Vannin   | 1-4            |
| 08-06-2014 | Copa Mundial de Fútbol de ConIFA de 2014 | Pueblo Arameo | Osetia del Sur | 4-1            |

## Estadísticas

### Copa Mundial VIVA
| Año   | Posición     | PJ           | G            | E            | P            | GA           | GC           |
| ----- | ------------ | ------------ | ------------ | ------------ | ------------ | ------------ | ------------ |
| 2006  | No participó | No participó | No participó | No participó | No participó | No participó | No participó |
| 2008  | 2º           | 5            | 3            | 0            | 2            | 7            | 6            |
| 2009  | No participó | No participó | No participó | No participó | No participó | No participó | No participó |
| 2010  | No participó | No participó | No participó | No participó | No participó | No participó | No participó |
| 2012  | No participó | No participó | No participó | No participó | No participó | No participó | No participó |
| Total | 7°           | 5            | 3            | 0            | 2            | 7            | 6            |

### Copa Mundial de ConIFA
| Año   | Posición         | PJ               | G                | E                | P                | GA               | GC               |
| ----- | ---------------- | ---------------- | ---------------- | ---------------- | ---------------- | ---------------- | ---------------- |
| 2014  | 3º               | 5                | 3                | 1                | 1                | 9                | 6                |
| 2016  | No participó     | No participó     | No participó     | No participó     | No participó     | No participó     | No participó     |
| 2018  | No participó     | No participó     | No participó     | No participó     | No participó     | No participó     | No participó     |
| 2020  | Evento cancelado | Evento cancelado | Evento cancelado | Evento cancelado | Evento cancelado | Evento cancelado | Evento cancelado |
| Total | 13°              | 5                | 3                | 1                | 1                | 9                | 6                |